# Cyperus molliglumis
Cyperus molliglumis är en halvgräsart som beskrevs av Henri Chermezon. Cyperus molliglumis ingår i släktet papyrusar, och familjen halvgräs. Inga underarter finns listade i Catalogue of Life.